# کوهدشت
کوهدَشت از شهرهای غرب ایران است که در استان لرستان قرار گرفته و مرکز شهرستان کوهدشت است، این منطقه آب و هوایی معتدل و کوهستانی دارد.

## نام گذاری
در شمال شهرستان کوهدشت خرابه‌های شهری نمایان است که شاید همان شهر قدیمی کوزشت باشد که حمدالله مستوفی به آن اشاره کرده است. از سوی دیگر کوهدشت در دشت بزرگی واقع شده است که اطراف آن را کوه‌ها احاطه کرده‌اند و ممکن‌است دلیل نامگذاری آن همین باشد.

## زبان
ساکنان کوهدشت به زبان لری و لکی صحبت می‌کنند.

## مردم‌شناسی
مذهب مردمان این شهر اکثریت شیعه و اقلیتی نیز اهل حق هستند. از حیث طایفه و تیره‌های موجود در این شهرستان تنوع فراوانی وجود دارد که اکثراً به زبان زبان لری و لکی تکلم می‌کنند؛ که شامل: ۱- آدینه وند ۲- رئیس وند ۳- ایتیوند ۴- اولادقباد ۵- امرایی ۶- بازوند ۷- پادروند ۸- چهار قلعه ۹- خوشناموند ۱۰- دراویش که خود دو گروه هستند الف: دراویش بلوران و دراویش داود رشید، میشنان و رود بار ۱۱- رومیانی ۱۲- ریکا ۱۳- آزادبخت ۱۴- رشنو (طایفه) ۱۵- زالی ۱۶- زیو دار ۱۷- سادات که خود ۵ گروه هستند (سادات درب گنبد – سادات کره لان – سادات ابوالوفا – سادات ضرون – سادات آتش بگی) ۱۸- سوری ۱۹- شیراوند ۲۰- شاهیوند ۲۱- ضرونی ۲۲- عبدولی ۲۳- قرعلیوند ۲۴- کوشکی ۲۵- کونانی ۲۶- کولیوند ۲۷- گراوند ۲۸- گرمه‌ای ۲۹- میربگ ۳۰- مهکی ۳۱- نورعالی ۳۲- خلیفه (جز ایتیوند می‌باشند). ۳۳-طولابی و (تعدادی آهنگر نیز در سطح منطقه پراکنده‌اند). (عده‌ای نیز از لوطی‌ها و کولی‌ها زندگی می‌کنند.

### مذهب
بیشینهٔ مردم کوهدشت مسلمان و پیرو مذهب شیعهٔ دوازده‌امامی هستند و بخشی از شهر هم پیرو آییین یارسان. در گذشته اکثریت مردم پیرو آیین یارسان بودند و با تبلیغات روحانیون شیعه در ابتدای و اواسط قاجاریه به اسلام و مذهب شیعه گرویدند.

### جمعیت
کوهدشت با داشتن ۸۹٬۰۹۱ نفر جمعیت بر اساس سرشماری سال ۱۳۹۵ چهارمین شهر پرجمعیت استان لرستان بعد از خرم‌آباد، بروجرد و دورود محسوب می‌شود.

## تاریخ
قدیمی‌ترین آثار بدست آمده در کوهدشت توسط کارشناسان میراث فرهنگی مربوط ۱۵ تا ۱۷ هزار سال پیش در غار همیان ۲ کوهدشت است که در برخی منابع با قدمتی بیش از ۵۴ هزار سال است و در تاریخ شفاهی با قدمت ۱۴۸ هزار سال پیشینه گفته شده.

### غار میرملاس
دومین اثر قدیمی شهرستان کوهدشت نقاشی‌های ۱۷ هزار ساله غار میرملاس است. نشانه‌های بدست آمده در کاوش‌ها و بررسی‌های دیرینه شناسای و باستان‌شناسی غار میرملاس نشان دهنده سکونت ۱۴۸ هزار ساله انسان در این غار است. این نقوش در شمال شهرستان کوهدشت واقع شده‌اند. نقاشیهای مذکور نقش جادویی و سحرآمیزی داشتند و معمولاً افراد این نقوش را بر روی دیواره غارها ایجاد می‌نمودند و آرزو و آمال خویش را که همانا شکار بود بر روی دیواره‌ها نقش می‌کردند تا شاید در عالم واقع بهتر بتوانند به آنها دسترسی پیدا کنند. بعلاوه با ایجاد این نقوش که در زندگی آنها مهم بود با این عمل امید به فراوانی آنها را در عالم واقع تسهیل می‌نمودند نقوش صخره ای میرملاس و هومیان از جمله آثار بی نظیر در سطح کشور است که نشان از دیرینگی و باستانی بودن این خطه دارد نقوش دره میرملاس با نقشی لنگرکشتی آغاز می‌شود سپس نقشهایی از میادین شکار گوزن به صورتهای فردی و جمعی است. تعداد آنها در دره میرملاس ۱۸ و در هومیان ۱۰ نقش است که عمدتاً به رنگ سیاه اخرایی و زرد رنگ طراحی و اجرا شده‌اند. در هومیان (هومیون)، نقشی از گوزن و شکارچی اسب سوار با تیر و کمان به صورت زیبا و کاملی وجود داشته که گذشت زمان قسمتی از سوار و اسب شکارچی را خراب کرده است. این آثار مربوط به دوره پارینه سنگی می‌باشند. 

mir malas

### معبد سرخ دم لکی
معبد سرخ دم لکی به دوران پارینه سنگی در قسمت شمالی دشت کوهدشت به فاصله ۶ کیلومتر از مرکز شهر و در دامنهٔ کوه چنگری واقع شده است. آثار موجود در آن نشان می‌دهد که وضعیت کوه در نحو انتخاب مکان نقش اساسی را ایفا نموده است. بطوریکه حصار مکشوفه بنابر وضعیت کوه ساخته شده و در کنار پرتگاه‌های کوه عملکرد تدافعی آن را مشخص تر نموده است. این محوطه علاوه بر حصار از تختگاه شاه نشین و منازل مسکونی تشکیل گردیده که شاه نشین مسلط بر همه قسمت‌های حصار است. در این محوطه سنگهای حجاری شده با نقش شیر بالدار و درخت زندگی و همچنین قطعات سفالی از نوع سفال لعابدار با نقش کنده زیر لعاب متعلق به قرون ۷ و ۸ ه‍.ق و سفالینه‌های هزاره اول بدست آمده است. کاوشهای باستان‌شناسی در این محوطه از سال ۱۳۷۷ آغاز و تاکنون ادامه دارد. اشیاء بدست آمده علاوه بر چند قطعه سنگ با نقش شیر بالدار یک قطعه تابوت سفالی و یک هاون سنگی، دو کوزه سفالی کوچک و یک سنجاق مفرغی می‌باشند که در حفریات باستان‌شناسی بدست آمده‌اند.

dom sorkh laki

gil gimsh

shsja

### معبد سرخ دم لری
در فاصلهٔ ۳۰ کیلومتری محوطه سرخ دم لکی در دامنه کوه کر شوراب روستائی به اسم سرخ دم لری وجود دارد که در طی سالهای قبل از انقلاب مورد کاوش قرار گرفته است. این محوطه باستانی (احتمالاً مربوط سده ۷ الی ۵ ق. م) مربوط به دوران مفرغ است که به شماره ۳۶۳۸ در فهرست آثار ملی ایران به ثبت رسیده است.

### قلعه منیژه کوهدشت
بر فراز قله ای از کوه سرسرخن کوهدشت، آثار یک دژ باقی مانده است. طول باروی قلعه منیژه کوهدشت متجاوز از ۱۰۰ متر است که در قسمت شمال آن آثار چند اتاق دیده می‌شود. سطح عمومی قلعه نزدیک به ۲۵۰۰ متر مربع است. در قسمت جنوبی اتاق‌ها آثار یک مخزن بزرگ آب دیده می‌شود که دیوار آن ساروج کشی شده است. راه ورود به قلعه فقط از سمت دره است که به سوی آن امتداد دارد. اهمیت این قلعه در تسلط آن بر دره‌های اطراف و وسعت دید جالب توجه آن است که موجب حیرت بینندگان و جهانگردان می‌شود. در داخل قلعه نقبی عجیب و جالب توجه وجود دارد که دهانه آن تا ۱۰ متر به طرف خاور و جنوب دارای شیبی تند است و ۱۵ متر عمق دارد. سقف این نقب با نوعی ساروج قالب بندی و تاق زده شده است در انتهای راهرو چاهی است با قطر دهانه یک متر، که اطراف ان سنگ چین شده و عمق آن ۲۲ متر است. ولی آب ندارد. سکه‌هایی که از این محل به دست آمده‌اند به دوره اشکانی مربوط می‌شوند.
غار عالی آباد کوهدشت

vnvyjj

این غار در منطقه کوهدشت واقع شده و یکی از محل‌های سکونت انسان‌های پیش از تاریخ بوده است. غار پس از یک فرود ۶ متری تا عمق ۴۲۰ متری ادامه می‌یابد. برای بازدید کامل از این غار، وسایل فنی کامل مورد نیاز است.

aali abad

### غار بتخانه کوهدشت
غار بت خانه در دامنه غربی گردل کوه واقع در روستایی چنار دم چهر قرعلیوند واقع گردیده.

bot khane

### پل سی پله کوهدشت
پل سی پله در منطقه سر طرهان شهرستان کوهدشت بر روی رودخانه سیمره در حد فاصل استان لرستان و ایلام واقع شده است. پل در تنگترین بستر رودخانه سیمره، در محلی بنام سی پله واقع شده است این پل در مسیر یکی از راه‌های باستانی قرار داشته که سبب ارتباط کرمانشاهان، ایلام و لرستان (سرطرهان) بوده است. پل یاد شده دارای ۴ چشمه طاق بوده که اکنون تنها دو چشمه طاق آن باقی است. پهنای هر پایه آن ۵/۶ متر و طول آن ۱۷ متر است. اندازه سنگ‌هایی که در پایه به کار رفته ۶۰× ۶۰× ۱۰۰ سانتیمتر و بعضی نیز بزرگترند. روی هر یک از این سنگها علامت مشخصی کنده شده است. مصالح بنا از گچ و سنگ است. در آثار مورخان دوره اسلامی اشاره ای به این پل نشده است. این پل از آثار دوره ساسانی بوده و به شماره ۴۵۱۱ در فهرست آثار ملی ایران به ثبت رسیده است.

sii pole

حمدالله مستوفی در کتاب تاریخ گزیده، از کوهدشت و طرحان نام برده که قرن‌ها قبل از ورود عرب‌ها از بین رفته بودند.

## جغرافیای کشاورزی کوهدشت
مهم‌ترین شاخص‌های کوهدشت در بخش‌های مختلف اقتصادی بر اساس ارزیابی اداره کل آمار معاونت بر نامه ریزی استانداری استان لرستان در شهریور ۱۳۸۸ ماه به شرح ذیل می‌باشد. کل مساحت اراضی کشاورزی شهرستان ۱۹۱٬۵۷۲ هکتار، معادل ۲۵ درصد اراضی زراعی استان که از آن ۱۹۲۹۷ هکتار آبی و ۱۷۲۲۷۵ هکتار دیگر دیم می‌باشد که سالانه ۱۵۴۱۴۵ هکتار از آن زیر کشت محصولات کشاورزی می‌رود؛ میزان ۳۰۹۲۰۵ تن تولید یعنی ۷/۱۶د تولید محصولات زراعی استان و هم‌چنین با ۲٬۳۹۴ هکتار سطح باغات مثمر با تولید سالانه ۲۸۰۰۰ تن یعنی معادل ۵/۱۲ درصد تولید باغات استان و با دارا بودن ۶۵۰ هزار واحد دامی با تولید ۲۵ هزار تن محصولات دامی را به خود اختصاص داده است. هم‌چنین بیش از ۹۰ درصد باغات انار استان لرستان در شهرستان کوهدشت وجود دارد که عمدتاً در بخش طرهان و بخش کوهنانی به ویژه منطقهٔ زیرتنگ سیاب، چقاپیت سفلی چقاپیت علیا، گراب و رودبار قرار دارند.
اقلام زراعی که در این شهرستان کشت می‌شود، عبارتند از گندم، جو، برنج، ذرت، چغندرقند، نخود، عدس، کلزا، سبزیجات، محصولات جالیزی، میوه جات سردرختی از قبیل انار، سیب، انگور، هلو، شلیل، انجیر و زردآلو، توت است. همچنین طبق تحقیقات به دست آمده زمین‌های کشاورزی مستعد وشرایط آب وهوای مناسب، شرایط کشت زعفران و پسته را نیز داراست. دامپروری نیز به شیوه‌های صنعتی و سنتی در این شهرستان رواج کامل دارد.
از لحاظ منابع طبیعی دارای ۲۷۹۰۸۴ هکتار مرتع و جنگل است که ۱۵۹۶۰۹ هکتار آن مرتع و ۱۱۹۴۷۵ هکتار دیگر جنگل می‌باشد؛ یعنی معادل ۱۴/۵ درصد جنگل و مرتع استان را به خود اختصاص داده است.

## دره شیرز
دره شیرز در شمال کوهدشت و در مرز سیاسی و فرهنگی با مناطق تابعه شهرستان نورآباد قرار گرفته است. محیط توپو گرافیک این ناحیه از کوه‌های مرتفع و دره‌های نسبتاً عمیق با وضعیت اقلیمی سرد و کوهستانی در فصل پاییز و زمستان معتدل در فصل تابستان برخوردار است. پوشش گیاهی و جنگلی در منطقه وجود داشته و از پوشش جانوری هم برخوردار بوده است. وجود سایتهای غنی دوره‌های سنگ (عصر حجر) و دوره برتر در این دره موجب شده تا سازمان میراث فرهنگی در طرح جامع گردشگری استان توجه ویژه ای به این ناحیه در شهرستان کوهدشت داشته باشد.

shirez

## کوه‌های مرتفع
- کوه کَلخانی در ۲۵ کیلومتری جنوب غرب کوهدشت واقع در میشنان

kalkhani

- کوه تنگ قلعه در ۱۰ کیلومتری شمال کوهدشت

tang gale

- کوه هِنجس در ۲۱ کیلومتری شمال کوهدشت
- کوه سر گلان در ۱۷ کیلومتر جنوب شرقی کوهدشت
- کوه نعل شکسته در ۱۰ کیلومتری جنوب شرقی کوهدشت
- کوه خلیف در ۲۰ کیلومتری جنوب شرقی کوهدشت

khalif

- کوه مَپل در ۱۷ کیلومتری شمال کوهدشت

mapel

- کوه چنگری در ۷ کیلومتری غرب کوهدشت
- کوه وره زرد در ۳۰ کیلومتری شمال غرب کوهدشت
- کوه بلوران در ۳۵ کیلومتری جنوب غربی کوهدشت

boloran

- کوه سرسرخین در ۱۶ کیلومتری شمال کوهدشت